# 鮑爾 (堪薩斯州)
鮑爾（英語：Bower）是位於美國堪薩斯州諾頓縣的一個鬼鎮。

## 歷史
鮑爾的郵政局於1885年設立，直到1889年結束營運。

## 地理
鮑爾所處的海拔為高於海平面722米（即2369英呎），而該地所採用的時區為UTC-6，即北美中部時區（CST）。同時該地設有夏令時間，為UTC-6調快一小時，即UTC-5（CDT）。